# Joseph Hopkins Peyton
Joseph Hopkins Peyton (* 20. Mai 1808 bei Gallatin, Sumner County, Tennessee; † 11. November 1845 ebenda) war ein US-amerikanischer Politiker. Zwischen 1843 und 1845 vertrat er den Bundesstaat Tennessee im US-Repräsentantenhaus.

## Werdegang
Joseph Peyton war der jüngere Bruder des Kongressabgeordneten Balie Peyton (1803–1878). Nach der Grundschule machte er im Jahr 1837 seinen Collegeabschluss. Nach einem anschließenden Medizinstudium und seiner Zulassung als Arzt begann er in seinem neuen Beruf zu praktizieren. Außerdem bekleidete er in seiner Heimat verschiedene lokale Ämter. Politisch war er Mitglied der Whig Party. Im Jahr 1840 saß er im Senat von Tennessee.
Bei den Kongresswahlen des Jahres 1842 wurde er im achten Wahlbezirk von Tennessee in das US-Repräsentantenhaus in Washington, D.C. gewählt, wo er am 4. März 1843 die Nachfolge von Meredith Poindexter Gentry antrat. Nach einer Wiederwahl konnte er bis zu seinem Tod am 11. November 1845 im Kongress verbleiben. Dort erlebte er bis 1845 die Diskussionen zwischen seiner Partei und Präsident John Tyler. In seinem Todesjahr 1845 begann der Mexikanisch-Amerikanische Krieg. Joseph Peyton wurde auf dem Familienfriedhof nahe Gallatin beigesetzt.